# Raymond Araiji
Raymond Araiji (en arabe : ريمون عريجي) dit Rony Araiji, né le 31 juillet 1965 à Zghorta, est un avocat et homme politique libanais, ministre de la Culture dans le Gouvernement Tammam Salam de 2014 à 2016.

## Biographie
Raymond Araiji, chrétien maronite, est né le 31 juillet 1965. Il obtient un diplôme de droit privé à l'Université Saint-Joseph de Beyrouth. Il rejoint en 1990 le « Beirut Bar Association », cabinet d'avocats.
Parallèlement, il est l'un des fondateurs du courant politique Marada en 1988 où il coordonne les relations extérieurs. Il occupe des fonctions liées à la politique en étant conseiller du ministre Sleiman Frangié, celui-ci ayant été Ministre de la Santé Publique (1996-1998 et 2000-2004), de l'agriculture (1998-2000) et de l'Intérieur et des Municipalités (2004-2005). Finalement, Raymond Araiji devient Ministre de la Culture le 15 février 2014 dans le Gouvernement Tammam Salam. Il fait partie de l'Alliance du 8-Mars où le courant Marada est allié avec le Courant patriotique libre.